# الدراجة الثائرة (لعبة فيديو)
الدراجة الثائرة (بالإنجليزية:Excitebike) (باليابانية:エキサイトバイク) وتنطق إكسايت بايك، هي لعبة فيديو من نوع سباقات، طورها قسم نينتندو للبحث والتطوير 1 وَنشرتها نينتندو سنة 1984 في اليابان على جهاز فاميكوم وَسنة 1985 في أمريكا الشمالية على جهاز نينتندو إنترتينمنت سيستم.

## أسلوب اللعب
يتحكم اللاعب في متسابق دراجة موتوكروس يتنافس ضد الزمن وبقية المتنافسين. الهدف الرئيسي هو التأهل لبطولة "إكسايت بايك"، عبرَ الفوز ضمنَ المراكز الثلاثة الأولى في سلسلة من السباقات. تحتوي اللعبة على وضع اللعب الفردي وَالجماعي (ضدَ الحاسوب)، معَ خمس مسارات للسباق، كلٌ منها يزداد تعقيدًا وَصعوبة. يتنافسُ المتسابقون في مسار جانبي مليء بالقفزات والعوائق والمنحدرات، مما يتطلب توقيتًا دقيقًا وَمناورة استراتيجية للحفاظ على السرعة وَتجنب الحوادث. تحتوي الدراجة على إعدادين للسرعة ومقياس لارتفاع الحرارة، الذي يمتلئ عندما يستخدم المتنافسين معزز السرعة (Turbo)، مما يجبرهم على موازنة السرعة وَدرجة حرارة المحرك لتجنب السخونة الزائدة والتوقف المؤقت. بالإضافة إلى ذلك، تتضمنُ اللعبة محرر مسارات، مما يسمح للاعب إنشاء مسارات مخصصة معَ 19 حاجِز وَالتسابق عليها، مِما يضيف عنصرًا إبداعيًا وشخصيًا للعبة.

## وصلات خارجية
- الدراجة الثائرة على موقع IMDb (الإنجليزية)
- الدراجة الثائرة (لعبة فيديو) guide في موقع ستراتيجي ويكي
- Excitebike على موبي غيمز